# Johann Zeno Goëss
Johann Zeno Goёss (bis 1919 Graf Goёss) (* 19. Mai 1890 in Klagenfurt; † 17. September 1974 auf Schloss Karlsberg, Bez. St. Veit a. D. Glan) war ein österreichischer Land- und Forstwirt und Politiker aus dem Adelsgeschlecht Goëss.

## Leben
Goёss war der Sohn von Leopold Peter Graf Goëss (* 28. Oktober 1848; † 22. Juli 1922) und dessen Ehefrau Marianne geb. Gräfin von Thurn-Valsassina (1869–1940). Er war Neffe von Zeno Vinzenz Graf Goëss. Er war römisch-katholisch und heiratete am 16. September 1913 in Wien Emma Gräfin Welser von Welsersheimb, Freiin zu Gumptenstein (* 6. Januar 1884; † 7. August 1972), Tochter des Grafen Zeno Welser von Welsersheimb, Freiherr zu Gumptenstein (1835–1921) und der Karoline geb. Freiin Roden von Hirzenau (1840–1952). Aus der Ehe gingen drei Söhne und eine Tochter hervor. Mit dem Adelsaufhebungsgesetz verlor er 1919 seinen Adelstitel.
Er besuchte das Gymnasium in Klagenfurt und Triest und absolvierte ein Jusstudium in Graz. Er leistete seinen Militärdienst bei den Schwarzenberg-Ulanen und wurde im Ersten Weltkrieg Oberleutnant. 1922 übernahm er den Familienbesitz (Ebenthal, Karlsberg, Pfannhof, Kraig und Moosburg) und lebte als Land- und Forstwirt in Ebental bei Klagenfurt.
Ab März 1934 war er Gemeindeverwalter der Gemeinde Ebental. Er war Präsident des Forstvereines und des Kärntner Wald- und Grundbesitzerverbandes und Mitglied des Souveränen Malteser Ritterordens. Von 1945 bis 1974 wirkte er als Präsident des Kärntner Roten Kreuzes und Vizepräsident im Österreichischen Roten Kreuz. 
Er war Ehrenbürger der Gemeinden Ebenthal, Moosburg und Liebenfels und liegt in der Familiengruft in Ebenthal bei Klagenfurt begraben.

## Politik
Er war Bürgermeister der Gemeinde Ebenthal. Im Ständestaat war er vom 19. November 1934 bis zum 11. März 1938 als Vertreter der Land- und Forstwirtschaft Mitglied im Ständischen Kärntner Landtag. Im Landtag war er Mitglied des Finanzausschusses.